# 1869 у залізничному транспорті
1869 у залізничному транспорті
Шаблон:Роки на залізниці
Шаблон:Навігація по року

## Події
- В Уругваї прокладено першу залізницю Монтевідео — Дурасно[1].
- У Румунії почалося залізничне будівництво.
- У Гондурасі побудовано першу залізницю.
- У Греції побудована перша залізниця, яка з'єднала Афіни і Пірей[2].
- Американський підприємець Дж. Вестінгауз отримав патент на прямодіюче повітряне гальмо для рухомого складу.
- Відкрилися Головні залізничні майстерні від Курсько-Київської залізниці у м. Конотопі[3].
- Створена Курсько-Харківсько-Азовська залізниця, у сучасності відома як Південна залізниця.

## Новий рухомий склад
- У Великій Британії освоєний випуск паровозів серії «Ъ»[ru].

## Персоналії

### Померли
- Граф Петро Андрійович Клейнміхель — російський державний діяч, головний управляючий шляхами сполучень та публічними будівлями з 1842 по 1855 рік.